# Towarzystwo Pamięci Powstania Wielkopolskiego 1918/1919
Towarzystwo Pamięci Powstania Wielkopolskiego 1918/1919 – stowarzyszenie patriotyczne o zasięgu ponadregionalnym, z kołami w sześciu województwach, liczącymi łącznie ok. 90 kół i ok. 2,5 tys. członków.

## Charakterystyka
Powstało 30 stycznia 1989. Jego celem, zapisanym w statucie, jest m.in. krzewienie wiedzy i kultywowanie pamięci o Powstaniu Wielkopolskim oraz popularyzacja wartości, które przyświecały powstańcom wielkopolskim. Odznaką organizacyjną Towarzystwa jest rozetka (biało-czerwona kokarda)
z nadrukiem w środku rozetki, w części czerwonej „TPPW”.
Najwyższą władzą Towarzystwa Pamięci Powstania Wielkopolskiego 1918/19 jest Krajowy Zjazd Delegatów.
Na bieżąco pracami towarzystwa kieruje zarząd główny i wybrane z jego składu prezydium. Obecnym prezesem towarzystwa jest Tadeusz Musiał, a wiceprezesem Janusz Sałata. Ogółem do organizacji należy ponad 2500 członków skupionych w 84 kołach.
Cele te są realizowane m.in. poprzez:
- odczyty i prelekcje,
- działalność wydawniczą (książki i czasopismo),
- organizowanie konkursów i wystaw,
- dokumentowanie historii Powstania Wielkopolskiego.

Najważniejsze decyzje, w tym personalne, podejmowane są podczas krajowych zjazdów Towarzystwa, odbywających się średnio co cztery lata w Domu Żołnierza w Poznaniu:
- I Krajowy Zjazd Delegatów TPPW: 19 listopada 1994
- II Krajowy Zjazd Delegatów TPPW: 24 kwietnia 1999
- III Krajowy Zjazd Delegatów TPPW: 12 kwietnia 2003
- IV Krajowy Zjazd Delegatów TPPW: 21 kwietnia 2007
- V Krajowy Zjazd Delegatów TPPW: 9 kwietnia 2011
- VI Krajowy Zjazd Delegatów TPPW: 19 kwietnia 2015
- VII Krajowy Zjazd Delegatów TPPW: 8 czerwca 2019

W 2009 r. TPPW zostało uhonorowane Odznaką honorową „Za zasługi dla województwa wielkopolskiego”. Uroczyste przyozdobienie sztandaru odbyło się 9 marca 2009 r. w sali czerwonej Pałacu Działyńskich w Poznaniu.
22 maja 2018 r. uchwałą nr LXVII/1226/VII/2018 Rady Miasta Poznania "w uznaniu zasług dla pełnej poświęcenia wieloletniej działalności na rzecz krzewienia wiedzy i kultywowania pamięci o zwycięskim Powstaniu Wielkopolskim" TPPW otrzymało tytuł "Zasłużony dla Miasta Poznania".
W 2020 r. TPPW zostało laureatem nagrody honorowej „Świadek Historii” przyznanej przez Instytut Pamięci Narodowej. Uroczyste wręczenie nagrody nastąpiło 21 grudnia 2021 r. w sali białej Hotelu Bazar
28 września 2021 r. TPPW zostało uhonorowane Odznaką "Za wybitne zasługi dla Związku Kombatantów RP i Byłych Więźniów Politycznych". Uroczystość odbyła się w Sali im. Lubrańskiego Collegium Minus w Poznaniu podczas Wojewódzkiej Konferencji Sprawozdawczej ZKRPiBWP w Poznaniu.
Honorowym prezesem TPPW pozostaje Stefan Barłóg, honorowym kapelanem - o. prof. Eustachy Rakoczy ZP, a honorowymi członkami: wojewoda Piotr Florek (2011), minister Stanisław Kalemba (2019), minister Krystyna Łybacka (2019), Jerzy Przybecki (2019) i ppłk rez. Wojciech Zawadzki.

## Struktura organizacyjna (2024)
TPPW posiada następującą strukturę:
- Zarząd Główny - prezes Tadeusz Musiał[11]
- Oddział Kujawsko-Pomorski (1999)[12] - prezes Sławomir Łaniecki
  - Koło w Brzozie
  - Koło w Bydgoszczy (1999)[12] - Grzegorz Hetzig
  - Koło w Inowrocławiu
  - Koło nr 23 im. ppor. Franciszka Borzycha w Mroczy (2007)[13]
  - Koło w Nakle
  - Koło w Pakości
  - Koło w Rynarzewie
  - Koło w Złotnikach Kujawskich
- Oddział Lubuski (1997)[14] - prezes Kamil Hypki
  - Koło w Babimoście
  - Koło w Gorzowie Wielkopolskim (2020) – Michał Klisiński
  - Koło w Kargowej
  - Koło nr 7 w Krośnie Odrzańskim - Janusz Kamerduła
  - Koło w Nowej Soli (2011) – Paweł Szpigun[15]
  - Koło w Skwierzynie (2022)[16]
  - Koło w Sulechowie (2001)
  - Koło w Witnicy - Marian Piątkowski[17]
  - Koło nr 5 im. gen. broni Józefa Dowbor-Muśnickiego w Zielonej Górze (1994)
- Oddział Wielkopolski – prezes Wawrzyniec Wierzejewski
  - Koło w Chodzieży (2002) – Marek Fifer
  - Koło w Opalenicy (1994)
  - Koło nr 6 w Gnieźnie
  - Koło im. Józefa Wadyńskiego w Kostrzynie
  - Koło w Kórniku - Dorota Przybylska
  - Koło nr 9 im. kpt. Teofila Spychały w Pile (1994)[18]
  - Koło nr 1 w Poznaniu (1989)
  - Koło w Przemęcie (2010)
  - Koło w Skokach (2005)[19]
  - Koło w Stęszewie
  - Koło im. ks. Ludwika Sołtysińskiego w Szubinie (1999)[20]
  - Koło w Wągrowcu
  - Koło w Grodzisku Wielkopolskim (2020)[21]
  - Koło w Granowie[22]
  - Koło nr 2 w Wolsztynie (1989)[23] - Hubert Rakoszewski
  - Koło we Wronkach (2002)[24]
  - Koło nr 24 we Wrześni (ok. 2007)
  - Koło w Żninie
- Koło Legnica (1998)[25][26]- Dariusz Lisowski[27]
- Koło nr 3 w Szczecinie (ok. 1990) – Andrzej Lindecki
- Koło w Warszawie - Aleksandra Kowalkowska

## Dobosz Powstania Wielkopolskiego
6 grudnia 1996 r. Zarząd Główny TPPW w Poznaniu, pragnąc inspirować i honorować osoby i instytucje, które wyróżniły bądź wyróżniają się w realizacji powyższej tematyki ciekawymi i znaczącymi działaniami popularyzatorskimi, twórczymi i naukowymi – ustanowił Nagrodę Honorową „Dobosz Powstania Wielkopolskiego”. Statuetka Dobosza jest miniaturą części Pomnika Dobosza, nazywanego Pomnikiem Powstańców i Wolności w Śremie.
Wyróżnieni:
- 1996: prof. dr hab. Antoni Czubiński, Gerard Górnicki, Międzynarodowe Targi Poznańskie
- 1997: Paweł Anders, Marek Nowakowski, prof. dr hab. Bogusław Polak
- 1998: dr Piotr Bauer, dr Grzegorz Łukomski, Bernard Maćkowiak, Komenda Hufca ZHP „Piast” im. Powstańców Wielkopolskich Poznań Stare Miasto
- 1999: Zenon Erdmann, Teofil Różański, Eugeniusz Wachowiak, Głos Wielkopolski
- 2000: dr Zdzisław Kościański, dr Marek Król, Ryszard Skupin, Szkoła Podstawowa nr 2 im. Powstańców Wielkopolskich w Pakości
- 2001: o. dr Eustachy Rakoczy, prof. dr hab. Benon Miśkiewicz, dr Władysław Purczyński, ppłk Wojciech Zawadzki, Poznański Chór Nauczycieli im. Ignacego Paderewskiego
- 2002: Anna i Józef Grajkowie, Edward Smolibowski, Komenda Chorągwi Wielkopolskiej ZHP im. Powstańców Wielkopolskich w Poznaniu
- 2003: Bogusław Wołoszański, prof. dr hab. Zbigniew Dworecki, Ryszard Danecki, Eligiusz Tomkowiak, Bogdan Czerwiński, Gazeta Pomorska
- 2004: prof. dr hab. Lech Trzeciakowski, dr Marek Rezler, Marian Kadow, Gazeta Wyborcza
- 2005: prof. dr hab. Marek Jeleniewski, dr Bogumił Wojcieszak, Katedra Nauk Humanistycznych i Stosunków Międzynarodowych Politechniki Koszalińskiej, Wielkopolskie Muzeum Wojskowe, Muzeum Powstania Wielkopolskiego 1918–1919
- 2006: Stefan Bratkowski, prof. dr hab. Janusz Karwat, Ludwik Krumrey, Zdzisław Walczak, Departament Wychowania i Promocji Obronności MON, Harcerskie Zawody Krótkofalarskie „Hołd Powstańcom Wielkopolskim”
- 2007: Marian Dominiczak, Jan Głodek, Jan Jajor, Muzeum Ziemi Szubińskiej w Szubinie
- 2008: prof. dr hab. Zdzisław Grot (†), płk rezerwy Zenon Brembor, Zygmunt Duda, Antoni Fornalski, Jarosław Łuczak, Lidia Nowak, prof. dr hab. Zbigniew Pilarczyk,  Towarzystwo im. Hipolita Cegielskiego w Poznaniu
- 2009: prof. Andrzej Jeziorkowski, Jarosław Tomasz Łożyński, dr Michał Pietrowski, Stowarzyszenie Grupa Rekonstrukcji Historycznej „III Bastion Grolman”, Pomorskie Muzeum Wojskowe w Bydgoszczy
- 2010: Marian Jakubowicz, dr Włodzimierz Kwaśniewicz, Edmund Mikołajczak, prof. dr hab. Bernard Piotrowski, PTTK Oddział im. Cyryla Ratajskiego w Luboniu
- 2011: Szymon Dąbrowski, prof. dr hab. Marceli Kosman, dr Eugeniusz Śliwiński, Telewizja Polska S.A. Oddział w Bydgoszczy, Telewizja Polska S.A. Oddział w Poznaniu
- 2012: Kamila Czechowska, Waldemar Janiszewski, Stowarzyszenie Miłośników Historii Wojskowości przy Lubuskim Muzeum Wojskowym w Zielonej Górze
- 2013: Roman Chwaliszewski, Ludwik Józef Gomolec, prof. dr hab. Stanisław Sierpowski, Archiwum Państwowe w Poznaniu, Uniwersytet im. Adama Mickiewicza w Poznaniu
- 2014: Jan Mielżyński, dr Jarosław Wawrzyniak, Ośrodek Doskonalenia Nauczycieli w Poznaniu, Muzeum Narodowe Rolnictwa i Przemysłu Rolno-Spożywczego w Szreniawie
- 2015: Stefan Barłóg, prof. dr hab. Michał Polak, Andrzej Wieczorek
- 2016: Stanisław Jędraś, Wojciech Kicman, Zbigniew Zwierzykowski, Muzeum Okręgowe w Lesznie
- 2017: Tadeusz Grygier (†), prof. dr hab. Wiesław Hładkiewicz, dr Tomasz Katafiasz, dr Jan Majewski, Stowarzyszenie Ochotniczy Reprezentacyjny Oddział Ułanów Miasta Poznania w barwach 15. Pułku Ułanów Poznańskich
- 2018: dr Bartosz Kruszyński, Maciej Myczka, Radio Zachód, Marek Woźniak (wręczenie 2022), Uniwersytet Kazimierza Wielkiego w Bydgoszczy, Wojewódzka Biblioteka Publiczna i Centrum Animacji Kultury w Poznaniu
- 2019: dr Włodzimierz Lewandowski (†), Waldemar Banaszyński, Wawrzyniec Wierzejewski, Piotr Wojtczak, Oddział IPN w Poznaniu
- 2020: Adam Gajda, Michał Pawełczyk, dr Zygmunt Wygocki (†), Koło Przewodników PTTK w Poznaniu, Muzeum Ziemi Krajeńskiej w Nakle nad Notecią[30]
- 2022: Roman Chalasz, Ryszard Chruszczewski, prof. Przemysław Matusik[31]
- 2023: dr Kazimierz Kaczmarczyk (†), Paweł Kochański, prof. Jerzy Kazimierz Pietrzak, Poznańskie Towarzystwo Przyjaciół Nauk[32]

## Odznaka Honorowa „Wierni Tradycji”
Odznaka Honorowa „Wierni Tradycji” to polskie odznaczenie cywilne, ustanowione 30 stycznia 2009 r. przez TPPW w 20-lecie powstania Towarzystwa. Jest przyznawane każdego roku przez Zarząd Główny TPPPW za wybitne zasługi w upowszechnianiu wiedzy i pamięci o powstaniu wielkopolskim.
Od 2015 r. wręczane są także Złote Odznaki Honorowe „Wierni Tradycji”. Do 2019 r. przyznano 593 odznaki indywidualne i 34 zbiorowe, rangi srebrnej i złotej.

### Odznaczeni
- 2009: Wiesław Maszewski - starosta czarnkowsko-trzcianecki[33], Adam Pawlicki - burmistrz Jarocina[34], prof. dr hab. Michał Umbreit – Gniezno[35], Marek Woźniak – marszałek województwa wielkopolskiego[36],
- 2010: 16 Batalion Remontu Lotnisk – Jarocin[37][38],
- 2011: dr Bartosz Kruszyński[39],
- 2012: prof. dr hab. Józef Garbarczyk – rektor PWSZ w Gnieźnie[40], Wojciech Ziętkowski - burmistrz Środy Wielkopolskiej[41],
- 2013: Tomasz Hibner - Wolsztyn, Stowarzyszenie Miłośników Historii Wojskowości przy LMW w Drzonowie[42]
- 2014: Maciej Myczka - prezes Stowarzyszenia Miłośników Wojskowości przy Lubuskim Muzeum Wojskowym[43],
- 2015: Gimnazjum Nr 1 w Inowrocławiu[44][45], Stowarzyszenie Kibiców Lecha Poznań[46],
- 2016: Elżbieta Polak – marszałek województwa lubuskiego[47],
- 2017: Zenon Matuszewski - Zbąszyń[48]
- 2018: prof. Zdzisław Biegański – Bydgoszcz[43], Andrzej Dargacz - prezes PTTK w Inowrocławiu[49], płk Marek Dragan – Bydgoszcz[43], prof. dr hab. Marek Jeleniewski – Bydgoszcz[43], Bernadeta Orłowska - ZKRPiBWP w Poznaniu[50],
- 2019: dr inż. Jan Kucharski - twórca Narodowego Panteonu Powstania Wielkopolskiego[43], Stowarzyszenie Seniorów Lotnictwa Wojskowego RP[51],
- 2020: dr Marian Król – były wojewoda poznański[52], ks. kanonik Tadeusz Lesiński - Szubin[53], o. Alojzy Pańczak OFM - Opalenica[54], Marek Woźniak – marszałek województwa wielkopolskiego[52],
- 2022: Wojciech Jankowiak – wicemarszałek województwa wielkopolskiego[55].
- 2023: Edward Fedko, Roland Semik, prof. Andrzej Stelmach, TVP3 Gorzów Wielkopolski[56]

## Wydawnictwa
- Leksykon biograficzny „Powstańcy wielkopolscy… Biogramy uczestników powstania wielkopolskiego 1918/1919” (do 2020 r. łącznie 17 tomów)
- Rocznik Oświatowo-Historyczny „Wielkopolski Powstaniec” (do 2021 r. łącznie 27 numerów), ISBN/ISSN: 978-83-63294-76-2.